# Hühnerzikade
Die Hühnerzikade (Oligoglena tibialis, Syn.: Cicadetta tibialis), auch Zwergsingzikade genannt, ist eine Art der Zikaden, genauer der Singzikaden, und westpaläarktisch verbreitet. Der Trivialname verweist darauf, dass einer der beiden Gesänge dieser Art an das Gackern von Hühnern erinnert. Der Name Zwergsingzikade kann irreführend sein, da auch die Art Tettigettula pygmea (syn. Tettigetta brullei) so bezeichnet wird.

## Merkmale
Die Art wird 10–13 mm lang, mit Flügeln 16–17 mm. Somit ist sie eine der kleinsten Singzikaden Europas. Die Grundfarbe des Körpers ist dunkelbraun bis schwarz. Auf dem Pronotum befindet sich mittig eine gelbe Linie. Es finden sich zudem orangefarbene Elemente zwischen den einzelnen Segmenten des Chitinpanzers und an den Flügeladern. Zwischen den Segmenten des Abdomens finden sich dunkel orangefarbene Bänder. Genauer gesagt sind die Flügelansatzstellen und der Hinterrand des Thorax und der Abdominaltergite rötlich und die Sternite gelblich. Die Flügel sind transparent, die Adern basal rötlich bis gelblich.
Wie alle mitteleuropäischen Singzikaden ist auch diese Art schwer bestimmbar. Sie ähnelt der Art Tettigettula pygmea, dieser fehlt aber das leuchtend rote Band am Hinterleib, zudem ist sie noch kleiner. Die Flügelspitzen der Hühnerzikade sind stumpfer als bei Arten der Cicadetta montana-Gruppe, die Hinterflügel besitzen nur fünf statt sechs Apikalzellen.

## Verbreitung und Lebensraum
Die Art lebt im südöstlichen Europa, in Westasien und Nordwestafrika. In Europa lebt sie im Mittelmeerraum, in Südosteuropa und an wenigen Stellen im Süden Mitteleuropas. In Mitteleuropa ist sie nur im pannonischen Osten zu finden. Im deutschsprachigen Raum kommt die Art nur in den östlichen Teilen Österreichs vor, beispielsweise am Neusiedler See oder an der Donau um und östlich von Wien. Hier lebt sie auch am Bisamberg. Vorkommen in Deutschland werden nur in alten Publikationen erwähnt. Weitere mitteleuropäische Vorkommen liegen in Tschechien, Polen, Ungarn und der Slowakei. In Osteuropa lebt sie in der Republik Moldau, der Ukraine und dem Süden Russlands. Südlich davon im Mittelmeergebiet ist die Art von Spanien und Portugal im Westen über Frankreich und Italien bis auf die Balkanhalbinsel im Osten verbreitet. Östlich davon lebt sie in der Türkei, in Transkaukasien, im Iran, sowie südlich bis nach Jordanien, Israel und in den Libanon. Den Osten des Verbreitungsgebietes markieren die zentralasiatischen Länder Kasachstan, Usbekistan und Kirgisistan. In Nordafrika ist sie aus den Ländern Marokko und Tunesien bekannt. In Bulgarien und anderen Ländern Südosteuropas ist sie die häufigste Singzikaden-Art, während sie in Mitteleuropa eher selten ist.
Die Zwergsingzikade bewohnt warme, trockene und spärlich bewachsene Hügel oder trockene Wälder, beispielsweise Eichenwälder, und sitzt hier meistens in Gebüschen oder niedrigen Bäumen. Werden günstige Lebensräume bereits von anderen Arten – beispielsweise Tettigettula pygmea – besiedelt, weicht die Zwergsingzikade auch auf Gräser und krautige Pflanzen aus. Sie ist typischer für Flachland, kommt aber auch in Höhen von über 800 m über NN vor. In geeigneten Lebensräumen, wie xerothermen Gebüschsäumen im Extensivgrünland, kommt sie oft in größerer Anzahl vor.

## Lebensweise
Die Imagines saugen den Saft verschiedener Pflanzen, die Larven benagen Pflanzenwurzeln. Imagines finden sich vor allem im Mai und Juni.
Bei Temperaturen von über 20 °C und „gutem“ Wetter signalisieren die gut getarnt in Büschen und Bäumen sitzenden Männchen mit ihrem Gesang ihre Fortpflanzungsbereitschaft und versuchen Weibchen anzulocken. Sie grenzen dabei gleichzeitig ihr Revier gegen Rivalen ab. Männchen singen für eine oder mehrere Minute von einem bestimmten, exponierten Platz aus und wechseln anschließend ihre Position, bevor sie erneut singen. Nach der Begattung legen die Weibchen ihre Eier in Pflanzenteile. Die oberirdisch schlüpfenden, kleinen Larven steigen zum Boden hinab und arbeiten sich mit den zu Grabschaufeln umgewandelten Vorderbeinen in die Erde, wo sie mehrere Jahre verbringen, ehe sie zur letzten Häutung wieder an die Oberfläche kommen. Dort kann man nach der Adulthäutung die verbleibende Larvenhaut – die Exuvie – an exponierten Stellen finden. Erwachsene Zikaden leben nur einen Sommer lang und sterben anschließend.

## Taxonomie
Das Basionym der Art lautet Tettigonia tibialis. Andere häufige Synonyme sind Cicadivetta tibialis (Panzer 1798), Cicadetta caucasica und Mezamirra tibialis (Panzer 1798). Daneben finden sich weitere Synonyme, beispielsweise
- Cicada caucasica Kolenati 1857
- Cicada minor Eversmann 1837
- Cicadetta acuta Dlabola 1961
- Cicadetta cissylvanica Haupt 1935
- Cicadetta sareptana Fieber 1876
- Cicadetta tibialis
- Melampsalta montana Gomez-Menor 1957
- Melampsalta tibialis Distant 1903
- Oligoglena libanotica Dlabola 1959
- Pauropsalta tibialis
- Tettigetta pygmea Boulard 2000

Andere europäische Arten der Gattung Oligoglena beinhalten Oligoglena goumenissa (Gogala, Drosopoulos & Trilar 2012), Oligoglena flaveola (Brullé 1832), Oligoglena carayoni (Boulard 1982), Oligoglena iphigenia (Emelyanov 1996), Oligoglena filoti (Gogala & Trilar 2017) und Oligoglena sakisi (Gogala & Trilar 2017). Arten der Gattung Oligoglena werden auch manchmal den Gattungen Cicadivetta oder Mezamirra zugeordnet.

## Trivia
Der Name Hühnerzikade verweist auf einen der beiden Gesänge der Art, jedoch wird vom gleichen Autor in einer anderen Publikation erwähnt, dass die Art nur einen Gesang aufweist, nämlich den paarungsbereiter Männchen.